# 史宏熹
史宏熹（1905年—？），中華民國國軍將領，曾任基隆要塞司令，二二八事件時奉命宣布基隆實行戒嚴，並派出部隊增援臺北，參與鎮壓與綏靖清鄉時，株連無辜，死傷慘重。

## 生平

### 早期生涯
史宏熹畢業於黃埔軍校砲科第二期，後留學日本炮兵学校。返國後歷任炮兵团排長、連長、營長、團長；
1937年10月，率炮兵第一旅第五团赴山西，参與忻口战役，升上校旅長，不久升任国民革命军 第三十九军暂编第五十一师少将師長。1945年4月，率領部隊参與湘西会战。

### 來臺任職
二次大戰日本投降後，同盟國指派國民政府接收臺灣，國民政府以基隆、高雄、馬公三處形勢險要，設置軍事要塞，於1945年12月由軍政部派史宏熹為基隆要塞調查組主任。1946年7月，史宏熹就任基隆要塞司令部司令。

### 醫療糾紛傳言與反證
228事件辭典稱，史宏熹任職期間，其妻於生產時因注射盤尼西林體質不合，過世於日籍醫師「迎詣」所經營之迎婦產科；迎詣醫師因此以過失殺人罪嫌遭羈押，並為臺北市參議員兼臺北市人權保障委員會總幹事徐春卿等人保釋，迎婦產科因此求助於臺灣省醫師公會，公會於是委託李瑞漢、李瑞峰兄弟兩位律師為其辯護；有說法稱該案由臺灣臺北地方法院推事吳鴻麒承審:104，並委託國立臺灣大學醫學院院長杜聰明鑑定；法院認定病患之死因為當時人力不可抗拒，迎醫師獲判無罪，並毋須負起民事賠償責任。
但根據當時報紙報導，迎諧婦產科事件的原告，並非史宏熹，而是陸軍一五九師中校副團長劉勉:202。1946年《民報》對迎婦產科事件報導為「手術陳愛羣（陸軍一五九師中校副團長劉勉氏之妻）至死案」、「在台北地方法院由鄭推事邁審判」、「其夫劉勉（陸軍一五九師中校副團長）向台北地方法院檢查處控訴，為不法侵害他人致死，請求賠五十五萬七千三百十六元」、「鄭推事隆重宣判無罪」；監察院於2001年、2002年赴臺灣高等法院調閱有關吳鴻麒1946年至1947年間的辦案資料，查無「迎婦產科」或「員林事件」之案卷:113。

### 二二八事件
1947年二二八事件發生時，史宏熹兼任基隆市戒严司令、绥靖司令，奉命宣布基隆实行戒严，並派出部隊增援臺北，参与镇压与绥靖清鄉。三月八日，二十一師在師長劉雨卿指揮下登陸基隆，十日，全台戒嚴。警總司令部參謀長柯遠芬、基隆要塞司令史宏熹、高雄要塞司令彭孟緝及憲兵團長張慕陶等人，在鎮壓清鄉時，株連無辜，數月之間，死傷、失蹤者數以萬計，其中以基隆、台北、嘉義、高雄最為慘重，後經臺灣旅京滬各團體代表，向國防部長白崇禧上將請願。

### 家族
- 史國華：吳三連臺灣史料基金會稱其為史宏熹侄子，王潔波稱其為史宏熹之弟，1947年3月時任澳底砲臺臺長，為報復3月1日官兵在火車上發生糾紛而死之事，於3月11日率兵包圍八堵車站，擊斃多人並帶走多人。另一名非值班站務人員亦在附近被押，雙手被鐵線反綁浮屍基隆港，此為八堵車站事件。[10][11][12]